# Judaberg
Judaberg är en tätort i Stavangers kommun i Rogaland fylke i sydvästra Norge. Orten ligger vid fylkesväg 519 på ön Finnøy. Den utgjorde tidigare centralort i dåvarande Finnøy kommun.